# 五氟利多
五氟利多 （英語：Penfluridol） 是一种强效的典型抗精神病药，属于 吩噻嗪类 (英語：Phenothiazine) 药物 。该药于 1968 年由杨森制药公司发现。五氟利多的消除半衰期极长，单次口服后药效可持续数天。就产生类似效果所需剂量而言，其抗精神病效力与氟哌啶醇和匹莫齐特相似。它只有轻微的镇静作用，但经常引起锥体外系反应，如静坐不能、运动障碍和假帕金森病。五氟利多用于慢性精神分裂症和类似精神病的抗精神病治疗，但与大多数典型抗精神病药一样，它正逐渐被非典型抗精神病药所取代。由于其作用极长，通常每周仅口服一次 (每 7 天一次)。每周一次的剂量通常为 10-60 毫克。

## 药理机制
五氟利多的主要作用机制是阻断中脑-边缘系统和中脑-皮质系统的多巴胺D2受体，从而减少多巴胺活性，缓解精神分裂症的阳性症状 (如幻觉、妄想、思维紊乱等)。

## 副作用
由于其较强的多巴胺受体阻断作用，五氟利多易引起锥体外系反应，例如：
- 急性肌张力障碍
- 静坐不能
- 帕金森综合征
- 迟发性运动障碍

此外，五氟利多还可能引起：
- 镇静作用
- 抗胆碱能副作用
- 体重增加
- 心脏QT间期延长

## 禁忌症
- 对吩噻嗪类药物过敏者
- 中枢神经系统抑制状态 (如昏迷、重度中枢抑制)
- 严重的肝功能、肾功能或心血管疾病患者